# 파울로 호세

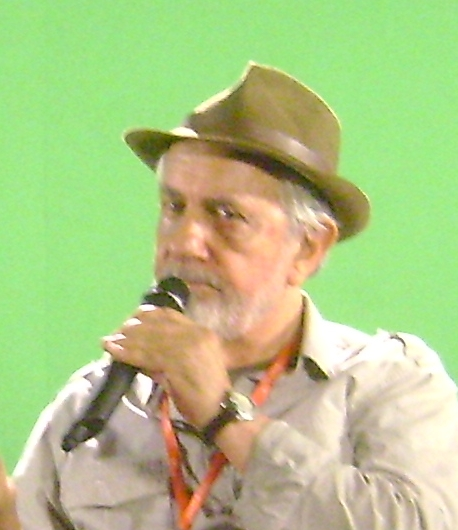

파울로 호세(Paulo José, 1937년 3월 20일 ~ )는 브라질의 배우이다.

## 영화
- 광대 (2011년)
- 킹카스의 두 번째 삶 (2010년)
- 청춘 (2008년)
- 페스타 다 메니나 모르타 (2008년)
- 동업자 (1989년)
- 밤의 제왕 (1975년)
- 정글의 괴물 (1969년)
- 성직자와 소녀 (1965년)